# Celina (Ohio)
Celina è una località degli Stati Uniti d'America, capoluogo della contea di Mercer, nello Stato dell'Ohio.